# Big Empty
«Big Empty» es una canción de la banda estadounidense Stone Temple Pilots, la cual apareció por primera vez en 1994 en la banda sonora de la película El cuervo. La canción aparecería en un segundo momento para el segundo álbum de la banda, Purple, publicado como un sencillo. "Big Empty" aparece además en las compilaciones de la banda Thank You y Buy This.

## Composición
La canción claramente hace referencia a todos los clichés de la música rock, con referencias a la mujer, al tabaco y al conducir deprisa. Los versos de Big Empty forman de algún modo un sonido Blues, principalmente a través del estilo del guitarrista Dean DeLeo y el tono vocal de Scott Weiland.

## Tocado en directo
La primera vez que se tocó en un directo la canción fue en el MTV Unplugged del 17 de noviembre de 1993, siete meses después de que Purple fuese publicado y un día antes de que el Unplugged de Nirvana se grabase. En la gira de los STP de 2008 Big Empty fue la canción de inicio para todos los shows excepto para la puesta en escena de la banda en el concierto de Baltimore en el Virgin Mobile Festival el 10 de agosto.
- Datos: Q3390757